# 高橋司 (JRA)
高橋 司（たかはし つかさ、1950年3月3日 - ）は、東京都出身の元騎手。

## 経歴
1970年3月に中山白井分場・高松三太厩舎からデビューし、同1日の東京第2競走4歳未勝利・クインビクトリ（12頭中7着）で初騎乗を果たしたが、勝ったシルバーアサヒの鞍上は同期の宮田仁で初騎乗初勝利 、宮田と同厩で同郷の谷原義明もデビュー戦であった。
6月27日の札幌第10競走4歳以上100万下・ハーバーハードで初勝利を挙げ、1年目の1970年は6勝をマーク。
2年目の1971年には3月28日の中山第3競走障害5歳以上未勝利・ハーバーアラシで障害初勝利を挙げ、同年には初の2桁勝利となる10勝（平地7勝, 障害3勝）をマークし、1973年まで3年連続2桁勝利を記録。
3年目の1972年には3月18日・19日の中山で初の2日連続勝利、春の福島では4月8日・9日に2度目の2日連続勝利、同30日には初の1日2勝を挙げた。
1973年には10月28日の新潟第7競走チューリップステークスでミトモオーに騎乗してタカエノカオリを抑えて勝利するなど、自己最多で最後の2桁となる19勝をマーク。
1975年は4勝に終わったが、同年からはホワイトフォンテンの主戦騎手として活躍。日本経済賞では11頭中10番人気ながらフジノパーシア・スルガスンプジョウ・イチフジイサミ・イナボレス・トウコウエルザを抑えて逃げ切り、単勝・枠連万馬券で人馬共に重賞初勝利を挙げる。　
1976年のアメリカジョッキークラブカップでは9頭中8番人気ながら菊花賞馬コクサイプリンス、有馬記念馬イシノアラシ、秋の天皇賞馬フジノパーシア、オークス馬トウコウエルザ、ヤマブキオーを抑えて逃げ切り、重賞2勝目を飾る。日本経済賞ではイシノアラシ・アイフルを抑えて逃げ切り、同レース連覇を達成。
1983年7月9日の福島第6競走4歳未勝利・ドンフォンテンが最後の勝利となり、同年11月26日の東京第3競走3歳新馬・エクセルフォンテン（10頭中9着）を最後に現役を引退。

## 騎手成績
| 通算成績 | 1着 | 2着 | 3着 | 4着以下 | 出走回数 | 勝率 | 連対率 |
| -------- | --- | --- | --- | ------- | -------- | ---- | ------ |
| 平地     | 65  | 66  | 70  | 785     | 986      | .066 | .133   |
| 障害     | 13  | 15  | 13  | 103     | 144      | .090 | .194   |
| 計       | 78  | 81  | 83  | 888     | 1130     | .069 | .141   |

主な騎乗馬
- ホワイトフォンテン（1975年・1976年日本経済賞、1976年アメリカジョッキークラブカップ）